# 资治通鉴音注
《资治通鉴音注》，為校注《資治通鑑》之書，凡294卷，元初胡三省著。另有《释文辩误》12卷。

## 成書過程
胡三省自宝祐四年（1256年）开始专心著述《资治通鉴广注》，賈似道門客廖瑩中聘其校勘《通鑑》，以教授弟子。日後以三十年的歲月為《通鑑》寫注，初稿有97卷。南宋末年，在逃難新昌時，將97卷《资治通鉴广注》书稿装进木箱，掩埋在村旁的山野里。乱过之后，返回家中，發現書稿全被窃贼盗劫。胡三省毫不氣餒，又重新寫起，時年已四十六歲，閉門絕客，日夜疾書，“孜孜卫翼，拾遗补误，亦几乎司马氏之忠臣而无负”。至元二十三年（1286年），《資治通鑑音注》全部成編，公認是對《資治通鑑》的注釋最佳者。有學者对胡注《唐纪》部分所引用书目进行了全面的统计，并对其中的佚书进行辑考，發現胡三省光是〈唐紀〉即引用102位學者之論點，引文超過一萬條，可謂旁征博引，還包含大量的佚書，皆遠超過司馬光的《通鑑考異》。
胡三省另撰有 《資治通鑑釋文辨誤》十二卷，是針對史炤的《通鑑釋文》三十卷進行訂正工作。不過胡三省在注《通鑑》時又有意無意地袭用了史炤《释文》的成果。

## 特色
胡三省針對《通鉴》中大量的僻字進行注釋，如《周纪一》“威烈王”的称谓，胡三省所作释文为：“名午，考王之子。谥法：猛以刚果曰威，有功安民曰烈”。胡注更正不少《通鑑》的錯誤，例如《通鉴》卷十八《考异》中引班固的《汉武故事》考证史事，胡注：“按《汉武故事》语多诞妄，非班固书，盖后人为之，托固名耳。”《晉紀四》載：“散騎常侍石崇”條下，胡注曰：“前書‘侍中石崇’，此作‘散騎常侍’，必有一錯。”《通鑑》卷一百六十一載：侯景攻城，“城內擲雉尾炬，焚其東山，樓柵蕩盡，賊積死於城下。”，胡三省注：“死於城下者，豈能賊哉？侯景驅民以攻城，以其黨迫蹙於後，攻城之人，退則死於賊手，進則死於矢石。”《通鑑》卷二百一十四記載，開元二十二年“鑿漕渠十八里，以避三門之險。”胡三省注：“參考新、舊志，乃是鑿山開車路十八里，非漕渠也。”胡三省还能以亲见的事实考辨《通鉴》的记载，例如《通鉴》卷二百五十记载唐末裘甫起义：“城守甚坚，攻之，不能拔；诸将议绝溪水以渴之。”胡三省注说当地多用井水，断绝溪水对起义军起不了威胁。胡又指出王式平定裘甫之亂的記述遠較張伯儀討平袁晁之亂詳盡，並非因為裘甫之亂的影響較大，而在於：“王式，儒家子也，功成之後，紀事者不無張大。《通鑑》因其文而序之，弗覺其煩耳。”

## 錯誤
胡注自然難免有誤。例如：在《資治通鑑》中“實編戶，王公已下皆正土斷白籍。”一文，胡三省注釋白籍為：“時王公庶人多自北来，僑寓江左，今皆以土著為斷，著之白籍也。”胡將咸和二年的土斷當成了第一次土斷，因此誤解了“實編戶”與“皆正”二字的含義，成了解釋上的大問題。《通鑑》周赧王四十五年范睢下胡注云：“睢，音雖，”錢大昕《通鑑注辨正》更正為：“攷武梁祠畫像作范且，且與雎同字，宜從且不從目，注讀為雖，失之甚矣。”《通鑑》卷一百一十八載：“裕以康為河東太守，遣兵救之，平等皆散走。”胡注曰：“詳考上文，詳考上文，未知平等為何人？”查《宋書·王康傳》“平”即指邵平，為溫公所誤削其姓。《资治通鉴》卷第一百三十五：“十二月，戊戌，以司空褚渊为司徒。渊入朝，以腰扇障日，征虏功曹刘祥从侧过，曰：‘作如此举止，羞面见人，扇障何益！’渊曰：‘寒士不逊！’”胡三省注曰：“腰扇，佩之于腰，今谓之折叠扇。”朱舜水指出：“岂有佩之于腰，而谓之腰扇者？且亦非折叠，若云折叠，凡扇皆然，何烦注释。”《资治通鉴》卷一百七十一《陈纪五》載：“齐主游南苑，从官赐死者六十人。”胡注曰：“史言齊主淫刑以逞”，查《北齐书·后主本纪》原文：“幸南苑，从官暍死者六十人。”，“暍”字被司馬光改成了“赐”字，實應是指中暑而死，非賜死。《資治通鑑》卷第二百九：“上幸玄武門，與近臣觀宮女拔河。”胡注稱：“以麻絚巨竹分朋而挽水，謂之拔河。”這是對拔河的錯誤見解。《通鉴》卷二百四十二，穆宗长庆二年云：“（二月）丙戌，以知制诰东阳冯宿为山南东道节度副使，权知留后。胡注：垂拱二年，分乌伤县置东阳县，取旧郡名以名县也，属婺州。”據《元和郡县图志》卷26义乌县条，武德七年又改乌伤为义乌，胡注“乌伤县”应为“义乌县”之误。
顧炎武在《日知錄》卷二十七有列舉胡注誤處。有學者指出《通鑑》卷二六三開平三年六月胡注“急趨自西門人”為：“按唐長安城十門，西南三門，惟延平門近南山耳。長安既丘墟之餘，且城大難守，使師厚不以奇兵入西門，岐兵亦不能久也。”此處有誤。